# Waterframe

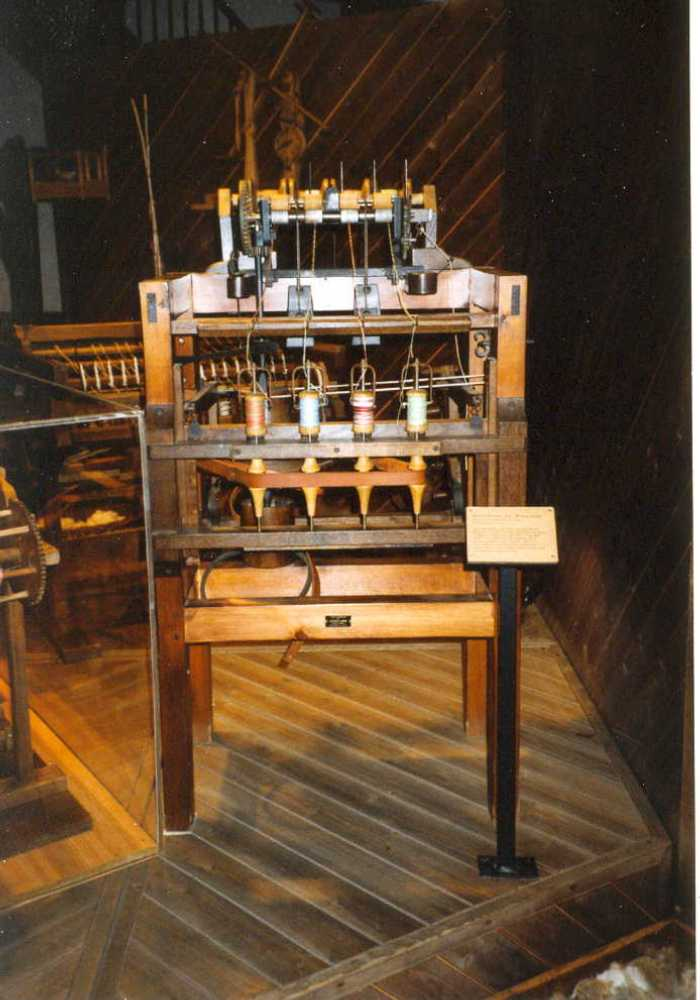
Waterframe in Museum te Wuppertal

Het waterframe is een tweede generatie spinmachine, ze werd in 1769 door Richard Arkwright uitgevonden. De afmetingen waren zodanig dat ze niet in een woonkamer paste en dus niet geschikt was in de huisnijverheid. Het was het eerste spintoestel dat werkte op waterkracht. De grove, sterke draad die ermee werd gesponnen was geschikt als schering, maar niet als inslag.

## Ontwikkelingsgeschiedenis spintoestellen
- 1764: Spinning Jenny was een handspinmolen, uitgevonden door James Hargreaves. Nadeel van de Spinning Jenny was dat ze enkel een fijne, breekbare draad kon spinnen, die uitsluitend geschikt was als inslag.
- 1769: Waterframe werd uitgevonden door Richard Arkwright. Een verbetering was de aandrijving op waterkracht. Deze machine kon echter enkel grove, sterke draad spinnen, die geschikt was als schering.
- 1779: Mule Jenny was een combinatie van beide machines die zowel sterkere als fijnere draden kon spinnen, nodig voor het weven van puur katoen. Ze maakte een grotere garenproductie mogelijk, belangrijk om de steeds grotere vraag naar weefsels bij te houden.
- 1780: Stoomkracht werd voor het eerst ingezet voor de aandrijving van spintoestellen.

Door deze technische ontwikkelingen verloor de huisnijverheid snel terrein op de fabrieksmatige textielproductie.